# Mizzen+Main
Mizzen Y Main (styled Mizzen+Main) es una compañía de ropa americana que se especializa en rendimiento menswear. Cree y vende camisas de vestido de tejido de alto rendimiento, blazers, jeans, y las camisas casuales en línea y en boutique detallistas en los Estados Unidos, incluyendo en Saks Quinta Avenida y Bloomingdale. Lanzado en 2012 con sedes en Dallas, Texas, Mizzen+Main ha sido presentado en las publicaciones numerosas que incluyen The New York Times, El Wall Street Journal, la salud de los hombres, ESPN y MSNBC.
<grammarly-btn></grammarly-btn>

## Historia
<grammarly-btn></grammarly-btn>
Mizzen+Mainl fue cofundado en 2012 por Kevin Lavelle que actualmente sirve como el CEO. Con anterioridad a fundar la compañía, Lavelle se graduó de La Universidad Metodista del Sur y viajó por el mundo como asesor de administración. La idea del producto de la firma Mizzen+Main,era una camisa de vestido de tejido de alto rendimiento, originado en 2005 cuándo Lavelle era interno en Washington D. C.. Él notó que las manchas de sudor en la camisa de un congressional staffer, dirigiendole a la idea de producir un moisture-wicking para una camisa de vestido similar a las capacidades de ropa atlética como "Bajo la Armadura y Nike". Lavelle experimentó con tejidos numerosos, probando miles de variaciones con anterioridad hasta encontrar una combinación que se convirtió en el primer prototipo. La compañía oficialmente fue lanzada en julio de 2012.
<grammarly-btn></grammarly-btn>

## Productos
Los productos de Mizzen+Main son fabricados en los Estados Unidos y una porción de cada venta que es dado a caridades y programas de trabajo para veteranos. Su línea de producto incluye moisture-wicking y wrinkle camisas libres así como hombres blazers y jeans. Inicialmente se lanzaron dos diseños de camisa de vestido antes de expandir a camisas de vestido y Henley diseños de camisa.

## Philanthropy
Mizzen+Main está asociado con la iniciativa One Team One Fight for the Wear RED  (Remember Everyone Deployed) (Recuerda Todo el mundo Desplegado). La iniciativa pretende incrementar la concienciación acerca de hombres y mujeres de las fuerzas amadas que son desplegados.